# Teupok Baroh
Teupok Baroh is een bestuurslaag in het regentschap Bireuen van de provincie Atjeh, Indonesië. Teupok Baroh telt 1049 inwoners (volkstelling 2010).